# Osenice
Osenice je vesnice, část obce Dětenice v okrese Jičín. Nachází se asi 1 km na sever od Dětenic. Prochází tudy železniční trať Bakov nad Jizerou - Kopidlno a silnice II/280. V roce 2009 zde bylo evidováno 72 adres. V roce 2001 zde trvale žilo 228 obyvatel.
Osenice je také název katastrálního území o rozloze 3,94 km2.

## Historie
První písemná zmínka o obci pochází z roku 1352.

## Památky
- kostel Narození Panny Marie z let 1864–5 vystavěný jižně od zbouraného starého kostela, nikoliv na základech starší stavby.[7]
- Barokní sýpka, honosný hospodářský objekt
- hřbitovní kaple sv. Anny
- oltář sv. Salvatora, ojedinělý barokní kamenný procesní oltář s reliéfem Ježíšovy tváře (podle chrudimského obrazu Salvátora)

Každoročně se zde koná festival Foersterovy Osenice, z Osenic pochází hudebnický rod Försterů/Foersterů.